# Morze Karaibskie
Morze Karaibskie – morze wchodzące w skład systemu oceanicznego Oceanu Atlantyckiego, położone na północ od Ameryki Południowej i na wschód od Ameryki Centralnej. Ograniczone od północy i od wschodu przez łuk wyspowy Antyli, przez co kiedyś było nazywane również Morzem Antylskim. W okresie wielkich odkryć geograficznych na przełomie XV i XVI wieku, obszar Karaibów wraz z pobliskimi Bahamami oraz Turks i Caicos nazwano Indiami Zachodnimi.

## Historia
Pierwszymi mieszkańcami Antyli (wcześniej znanymi jako Indie Zachodnie) byli Tainowie, rdzenni mieszkańcy Wielkich i Małych Antyli, znani z uprawiania rolnictwa, rybołówstwa i garncarstwa. Obrzędy pogrzebowe świadczyły o religijności tego plemienia. Język Tainów wywodził się z języków arawackich, grupy językowej Indian Ameryki Południowej, którzy przybyli na Antyle około 300 roku p.n.e. Zamieszkiwali Kubę, Jamajkę, Hispaniolę (obecnie Haiti) i Portoryko. W momencie odkrycia Antyli przez Krzysztofa Kolumba, wyspy były zamieszkiwane przez plemiona Karibów (zwanych też Kalinago), historycznych wrogów Tainów, dobrych żeglarzy i wojowników. Wcześniej Karibowie żyli na obszarach w głębi lądu, wzdłuż rzeki Orinoko, z czasem podbijając i zamieszkując terytoria Tainów. Pierwsze wzmianki o Karibach mówiły o żywieniu się przez nich ludzkim mięsem, a samo słowo kanibal pochodzi od zniekształconej nazwy mieszkańca Karaibów.

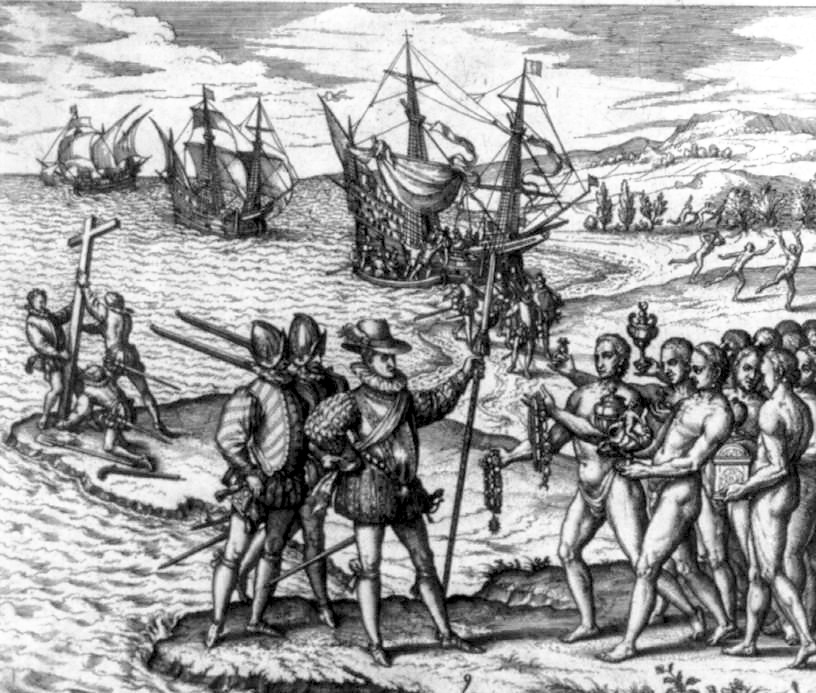
Przybycie Kolumba na Haiti w 1492 roku

Morze Karaibskie było obszarem nieznanym dla Europy i Azji do 1492, kiedy to Krzysztof Kolumb pierwszy raz próbował znaleźć drogę do Indii. Po odkryciu tamtejszych wysp obszar ten został szybko skolonizowany przez cywilizacje zachodnie, stając się ważną częścią europejskich szlaków handlowych, przez co również miejscem częstego piractwa. W 1495 roku, za pozwoleniem Królów Katolickich, wiele statków wypływało na ocean Atlantycki za cel obierając nowo odkryte Indie, płynąc bez odpowiedniego przygotowania i tym samym stając się łatwym łupem dla „morskich wilków”. Na karaibskich wybrzeżach rozwinęły się faktorie handlowe, z których najbardziej znaną jest Portobelo. Z powodu nieustających ataków piratów, pod koniec XVI wieku, niedaleko osady handlowej Portobelo Hiszpanie wznieśli Fort San Lorenzo. Problem piratów dotyczył też innych portów na Karaibach, m.in. Cartageny de Indias i Hawany, gdzie również zbudowano systemy obronne, głównie przez przetransportowanych z Afryki niewolników.
Wkrótce po odkryciu Morza Karaibskiego i zajęcia tamtejszych wysp i wybrzeży przez Hiszpanów przykuło ono uwagę koron Anglii i Francji, które wysłały doświadczonych żeglarzy na podbój karaibskich terytoriów. W efekcie doszło do przejęcia Martyniki i Gwadelupy przez Francję oraz Antigui, Montserratu, Barbadosu i Jamajki przez Anglików.

W 1625 roku na wyspie Tortuga, podzielonej między Francuzów i Anglików, działający na ich zlecenia korsarze i bukanierzy połączyli siły, by atakować hiszpańskich kolonistów. Do końca XVII wieku z Tortugi wysyłano pirackie ekspedycje mające na celu obleganie i rabowanie nadmorskich miast. Inną znaną siedzibą piratów było Port Royal na Jamajce. Zamieszkiwane przez nich od 1656 do 7 czerwca 1692, kiedy to w wyniku trzęsienia ziemi doszło do jego częściowego zniszczenia. W Port Royal często przebywali Henry Morgan, François l’Olonnais i Czarnobrody.
Od XIX wieku kolonie stały się niepodległe. Mimo to część tamtejszych krajów wciąż znajdowała się pod kontrolą lub wpływem państw kolonialnych. W obrębie basenu Morza Karaibskiego znajdują się łącznie 22 terytoria wyspiarskie należące do 12 krajów, w tym Kuba – ostatni kraj regionu, który w 1898 uzyskał niepodległość. W tym samym roku, w wyniku przegranej przez Hiszpanów wojny amerykańsko-hiszpańskiej, Portoryko zostało oddane Stanom Zjednoczonym.
W 1903 roku w wyniku interwencji Stanów Zjednoczonych, wydzielono Panamę od Kolumbii. W latach 1904–1914 ukończono budowę Kanału Panamskiego, będącego jedną z najważniejszych dróg wodnych świata, wydatnie skracającą drogę morską między wschodnim i zachodnim wybrzeżem Stanów Zjednoczonych. Przez 75 lat strefa kanału znajdowała się pod jurysdykcją Stanów Zjednoczonych. Do końca 1999 przekazano ją Panamie.

## Geologia
Region Karaibski w zdecydowanej większości jest usytuowany na płycie karaibskiej, w mniejszej części na płycie północnoamerykańskiej. Fragmenty stref nadbrzeżnych Panamy, Kolumbii i Wenezueli, które są zaliczane do obszaru Karaibów, znajdują się na płytach panamskiej i północnoandyjskiej. Stosunkowo niewielka płyta karaibska znajduje się między dwoma głównymi płytami budującymi kontynenty Ameryki Północnej (płyta północnoamerykańska) i Ameryki Południowej (płyta południowoamerykańska), co wpływa na jej ciągłą ewolucję. Względem Ameryki Południowej płyta karaibska przemieszcza się o 21 mm/rok w kierunku wschodnim. Zachodnia część płyty przesuwa się o około 10 mm/rok w kierunku południowym, natomiast od strony wschodniej, w pobliżu Trynidadu, w niewielkim stopniu płyty oddalają się od siebie. Płyta karaibska jest ograniczona z dwóch stron strefami subdukcji z aktywnymi rowami oceanicznymi i łańcuchami wulkanicznymi. Na zachodnim krańcu płyty karaibskiej zbiegają się nią płyty kokosowa, panamska i północnoandyjska. Płyta kokosowa ulega subdukcji pod płytę karaibską, natomiast płyta panamska i północnoandyjska wciągają płytę karaibską pod siebie. Od strony wschodniej również występuje subdukcja, gdzie płyty północno- i południowoamerykańska są wpychane pod płytę karaibską. 
Od Oceanu Atlantyckiego Morze Karaibskie oddzielone jest kilkoma łukami wyspowymi w różnym wieku. Najmłodszy z tych łuków rozciąga się od Małych Antyli po północno-wschodnią część Trynidadu i Tobago do wybrzeża Wenezueli. Powstał wskutek subdukcji płyty południowoamerykańskiej i karaibskiej. W tym procesie powstały tam wulkany, z których obecnie część jest aktywna lub drzemiąca. Do drzemiących wulkanów można zaliczyć Montagne Pelée, The Quill na holenderskiej wyspie Sint Eustatius oraz wulkan Morne Trois Pitons na Dominice. Większe wyspy w północnej części morza, takie jak Kuba, Haiti, Jamajka i Portoryko leżą na starszym łuku wyspowym.

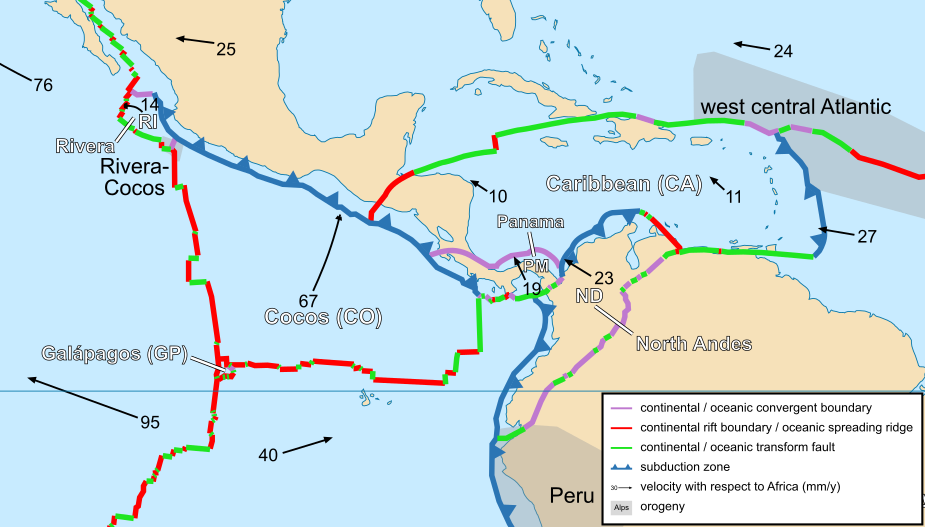
Mapa płyt tektonicznych w regionie Karaibów

Wiek geologiczny Morza Karaibskiego nie jest do końca znany, ale szacuje się, że wynosi między 160 a 180 milionów lat, oraz że powstało ono na skutek szczeliny, która podzieliła superkontynent Pangea w erze mezozoicznej. We wczesnym karbonie, w efekcie zbliżenia się Gondwany do Laurosji zmniejszył się jego basen. Kolejny etap formacji morza miał miejsce w triasie, gdy potężny ryft przyczynił się do powstania wąskiego ubytku rozciągającego się od obecnej Nowej Fundlandii aż po zachodnie wybrzeże Zatoki Meksykańskiej, tworząc przy tym silikoklastyczne (krzemionkowe) skały osadowe. Z powodu potężnej transgresji morskiej mającej miejsce na początku jury, woda wypełniła Zatokę Meksykańską, tworząc tam płytkie morze. Ryfty w trakcie jury środkowej utworzyły zagłębienia w dnie morza. Pojawienie się tych basenów dało również początek Oceanowi Atlantyckiemu i w późnej jurze przyczyniło się do rozbicia Pangei. W kredzie Morze Karaibskie zyskało formę zbliżoną do obecnej. Na początku paleogenu morska regresja oddzieliła Karaiby od Zatoki Meksykańskiej i od Oceanu Atlantyckiego tworząc ląd na miejscu obecnej Kuby i Haiti. Karaiby pozostały w takiej formie przez większą część kenozoiku aż do holocenu, gdy wzrost poziomu wody w oceanach ponownie połączył Karaiby z Oceanem Atlantyckim.

## Położenie i obszar
Od pełnych wód Oceanu Atlantyckiego oddzielają go łańcuchy wysp Małych Antyli na wschodzie i Wielkich Antyli na północy. Wyspa Kuba i półwysep Jukatan oddzielają go od Zatoki Meksykańskiej. Z akwenem Zatoki Meksykańskiej połączone jest przez Cieśninę Jukatańską, a z Oceanem Atlantyckim przez Cieśninę Zawietrzną. Z Morza Karaibskiego można dostać się na Ocean Spokojny przez Kanał Panamski.
Jego powierzchnia wynosi 2 754 000 km². Najgłębszy punkt znajduje się w Rowie Kajmańskim, pomiędzy Kubą a Jamajką, na głębokości 7680 m. W ukształtowaniu dna Morza Karaibskiego wyróżnia się trzy baseny: Jukatański, Kolumbijski i Wenezuelski.
Wybrzeże Morza Karaibskiego jest dość urozmaicone. Występuje tu kilka dość dużych zatok: Honduraska, Moskitów, Darién czy Wenezuelska z jeziorem Maracaibo. Ważniejsze miasta położone nad Morzem Karaibskim to: Santiago de Cuba, Port-au-Prince, Santo Domingo, Caracas, Maracaibo, Barranquilla, Cartagena, Colón, Belize City, Cancun i Playa del Carmen.
Cały obszar Morza Karaibskiego oraz leżące na nim wyspy nazywane są Karaibami.

## Państwa położone nad Morzem Karaibskim
Nad Morzem Karaibskim leżą następujące państwa:
- Wenezuela
- Kolumbia
- Panama
- Kostaryka
- Nikaragua
- Honduras
- Gwatemala
- Belize
- Meksyk

Wyspiarskie państwa i terytoria zależne basenu Morza Karaibskiego: 
| - Kuba - Kajmany - Jamajka - Haiti - Dominikana - Portoryko - Wyspy Dziewicze Stanów Zjednoczonych - Aruba | - Bonaire - Curaçao - Saba - Sint Eustatius - Sint Maarten - Anguilla - Saint Kitts i Nevis - Antigua i Barbuda | - Montserrat - Gwadelupa - Dominika - Martynika - Saint Lucia - Saint Vincent i Grenadyny - Grenada - Trynidad i Tobago - Brytyjskie Wyspy Dziewicze |